# 吕西安·于托
吕西安·于托（法語：Lucien Huteau，1878年5月26日—1975年5月16日），法国男子足球运动员，司职守门员。他曾代表法国俱乐部队参加1900年夏季奥林匹克运动会足球比赛，获得一枚银牌。